# BSSまつり
BSSまつり（ビーエスエスまつり）は、山陰放送 (BSS)主催で山陰地方で毎年春と秋に行われるイベント。第1回開催は2001年9月30日。

## 概要
- 毎年、春は3月、秋は9月（稀に10月の場合あり）の、いずれも中旬か下旬の土曜日に開催される。
  - 2001年秋と2004年秋には9月の最終日曜日に開催された。2003年には2日間開催された。
- 開催会場は、春が島根県立産業交流会館（松江市）、秋が米子コンベンションセンター（米子市）となる。
  - 2006年まではBSS本社のリニューアル工事があった2003年を除き秋の会場はBSS本社前庭だった。
- メインタイトルは、春が「おいしい！楽しい！春のBSSまつり」、秋が「秋のBSSまつり大感謝祭」。メインタイトルの後には、毎回サブタイトルが付けられる。
- 2011年春のBSSまつり（3月26日）は「春のBSSまつり 〜ご当地お取り寄せ展〜」の予定であったが「東日本大震災 復興応援イベント 〜とどけよう、みんなの気持ち〜」として開催された。ゲストは植村花菜。
- 2019年秋のBSSまつりは、JU米子高島屋近くの、ひまわり駐車場で行われた。
- 2020年・2021年・2022年春・秋と、2023年春のBSSまつりは、新型コロナウイルス感染拡大防止のためにどちらも中止、連続中止は初となった。
- 2023年（9月30日）は、秋のBSSまつり大感謝祭ではなく、「U-35プロデュース #らじふぇす」としてBSS本社前庭で開催された。当日はテレビ公開生放送がなく、会場の様子はYouTubeによるライブ配信が行われ、ラジオ公開生放送は午後のみの放送となった。ゲストはやきそばかおる。

## テレビ中継
- 『土曜日の生たまご』の放送中に中継を行う場合がある。
- 特別番組として12:00 - 13:00まで会場から生放送で行われる。

## ラジオ番組
- このイベントの際、ラジオの生番組（現在は[いつ?]『ビタミン! Saturday』）はBSSのスタジオではなく会場からの公開生放送となる。
  - 同じ土曜日に放送している『音楽の風車』は公開生放送を行わず、いつもどおりBSSのスタジオから放送される（現在の[いつの?]担当は板井文昭）。2011年秋の開催後には、同番組を放送せずに録音ドキュメント番組を放送した。